# Тэппер, Томас
Томас Тэппер (англ. Thomas Tapper; 1864—1958) — американский музыкальный критик и музыкальный педагог. Муж пианистки Берты Фейринг Тэппер.
Преподавал в Нью-Йоркском университете и Институте музыкального искусства.
Среди множества популярных книг о музыке, сочинённых Тэппером, — «Краткий курс музыки» (англ. A short course in music; 1898) и «Первое знакомство с мелодией» (англ. Melodic First Reader; 1906), написанные совместно с Фредериком Гербертом Рипли и переизданные в 2008 г. В 2006 г. переизданы «Разговоры о музыке с детьми» (англ. Music Talks with Children; 1896). Многократно перепечатывалось также предисловие Тэппера к повести Эдуарда Эверетта Хейла «Человек без родины» (англ. The Man Without a Country). Тэпперу принадлежат также книги «Основное в истории музыки» (англ. Essentials in Music History; 1914, совместно с Перси Гетшусом), рассказанные для детей биографии Баха, Моцарта, Мендельсона, Шумана, Грига, Чайковского и других великих композиторов и многое другое.